# Deran Sarafian

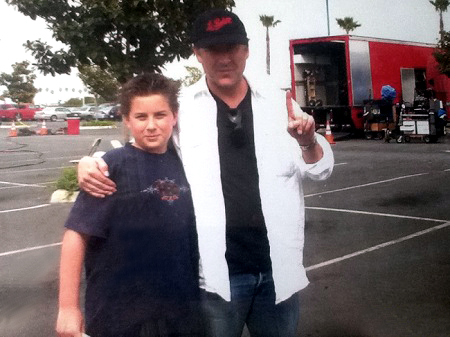
Deran Sarafian (rechts)

Deran Sarafian (* 17. Januar 1958 in Los Angeles) ist ein Armenier und US-amerikanischer Schauspieler und Regisseur.
1985 gab er im Alter von 27 Jahren sein Regiedebüt mit dem Film Alien Predators, der in der BRD im Jahr 1987 auf Video veröffentlicht wurde. 1994 landete er mit dem Actionfilm Tödliche Geschwindigkeit einen kommerziellen Achtungserfolg. Danach gelang es ihm jedoch nicht mehr, im Kinogeschäft Fuß zu fassen. Inzwischen gehört Sarafian zu den meistgebuchten Fernsehregisseuren. Er hat unter anderem Episoden von Fernsehserien wie Dr. House, CSI: Den Tätern auf der Spur, CSI: NY, Buffy – Im Bann der Dämonen und Without a Trace – Spurlos verschwunden inszeniert.
In den 1980er und 1990er Jahren trat Sarafian in wenigen Filmen auch als Schauspieler in Erscheinung. So war er 1988 in Zombie III zu sehen, 1994 spielte er in einer kleinen Rolle in Creatures from the Abyss mit.
Sarafian ist der Sohn des Schauspielers und Filmregisseurs Richard C. Sarafian sowie der Bruder von Tedi Sarafian, Damon B. Sarafian und Richard Sarafian Jr., die ebenfalls im Filmgeschäft tätig sind. Außerdem ist er der Neffe des Regisseurs Robert Altman. Verheiratet ist er mit der Schauspielerin Laurie Fortier, mit der ein Kind hat.

## Filmografie (Auswahl)
- 1985: Alien Predators (The Falling)
- 1989: Interzone
- 1990: Mit stählerner Faust (Death Warrant)
- 1992: Back in the U.S.S.R.
- 1994: Gunmen
- 1994: Creatures from the Abyss (Plankton)
- 1994: Roadflower (The Road Killers)
- 1994: Tödliche Geschwindigkeit (Terminal Velocity)
- 2001: Flammenhölle Las Vegas (Trapped, Fernsehfilm)
- 2002–2004: CSI: Miami (Fernsehserie)
- 2005–2009: Dr. House (House, Fernsehserie)
- 2013–2015: Hemlock Grove (Fernsehserie)